# Middlecott (Chagford)
Middlecott – przysiółek w Anglii, w Devon. Leży 21,4 km od miasta Exeter, 39,6 km od miasta Plymouth i 277,9 km od Londynu. Middlecott jest wspomniana w Domesday Book (1086) jako Midelcote/Midelcota.